# Renouveau nationaliste
Le Renouveau nationaliste était une organisation nationaliste de l'extrême droite en France. Elle prit la suite, en septembre 1981, du Front de la jeunesse comme organisation de jeunesse du Parti des forces nouvelles. Il fut lancé à l'initiative de Roland Hélie, Charles-Henri Varaut (décédé en 1984), Jack Marchal et Richard Rouget comme une proposition de rassemblement de l'ensemble des groupuscules juvéniles. Le mouvement édite un journal, Pour un renouveau nationaliste, qui reprend la typographie d'Ordre nouveau.
Le RN, qui avait aussi pris comme emblème la croix celtique, se manifesta pour la première fois par l'organisation, le 4 novembre 1981, d'une manifestation à Paris pour célébrer le 25e anniversaire de l'écrasement du soulèvement de Budapest par les Soviétiques.
Le Renouveau nationaliste participa activement, aux côtés du GUD, aux manifestations étudiantes de mai 1983 contre la loi Savary.
Il s'autodissout en 1984 au moment du ralliement de Roland Hélie et des principaux responsables du PFN au Front national.